# Forcipomyia louriei
Forcipomyia louriei är en tvåvingeart som först beskrevs av John William Scott Macfie 1935.  Forcipomyia louriei ingår i släktet Forcipomyia och familjen svidknott. Inga underarter finns listade i Catalogue of Life.